# Малвања
Малвања (итал. Malvagna) је насеље у Италији у округу Месина, региону Сицилија.
Према процени из 2011. у насељу је живело 794 становника. Насеље се налази на надморској висини од 686 м.

## Становништво
Према резултатима пописа становништва 2011. у општини је живело 794 становника.
| 1936. | 1951. | 1961. | 1971. | 1981. | 1991. | 2001. | 2011. |
| ----- | ----- | ----- | ----- | ----- | ----- | ----- | ----- |
| 2.008 | 1.779 | 1.656 | 1.580 | 1.473 | 1.190 | 973   | 794   |